# ملعب الكفل
ملعب الكفل الأولمبي هو ملعب متعدد الإستخدامات يقع في قضاء الكفل بمحافظة بابل، في العراق. يستخدم في الغالب لمباريات كرة القدم، ويعتبر الملعب الرئيسي لنادي القاسم، تم تسميته نسبة إلى بلدة الكفل التي يقع فيها الملعب. الملعب يستوعب 10 آلاف متفرج.